# 长宁站 (四川省)
长宁站，位于中华人民共和国四川省宜宾市长宁县长宁镇大坪村，是成贵客运专线上的高铁站，成都局集团宜宾车务段管辖。

## 車站構造
长宁县为四川省著名景点蜀南竹海所在地，长宁站建筑风格充分考虑长宁竹文化要素，体现旅游文化元素。

## 車站周邊
- 长宁中学
- 长宁县政府
- 竹都公园
- 长宁县妇幼保健院

## 歷史
- 2019年12月16日通车启用。

## 外部連結
- 中国铁路客户服务中心 （页面存档备份，存于）